# Ле Гальенн, Ева
Ева Ле Гальенн (англ. Eva Le Gallienne, 11 января 1899[…], Лондон — 3 июня 1991[…], Уэстон, Коннектикут) — англо-американская актриса и сценаристка.

## Карьера
Родилась в Лондоне в семье английского поэта французского происхождения Ричарда Ле Гальенна (с фр. — «Гальен») и датской журналистки Джули Норрегард. Её актёрский дебют состоялся в 1914 году в пьесе Мориса Метерлинка «Монна Ванна». Годом позже Гальенн гастролировала в США, а вскоре и вовсе там обосновалась, став уже в начале 1920-х популярной звездой Бродвея.
Через пару лет Ле Гальенн, разочарованная состоянием местных театров, основала в Нью-Йорке собственную театральную компанию «Civic Repertory Theatre» («Гражданский репертуарный театр») при финансовой поддержке её тогдашней любовницы Элис Делмар, состоятельной наследницы золотых приисков в Колорадо. В 1928 году актриса добилась большого успеха в театральных кругах Нью-Йорка благодаря постановке пьесы Ибсена «Гедда Габлер», где, кроме того, исполнила главную роль. Несмотря на это, в разгар Великой депрессии в 1935 году её театральная компания была расформирована. В дальнейшем актриса продолжила свою карьеру, много выступая на Бродвее и на прочих театральных сценах Нью-Йорка. В 1964 году ей была вручена специальная премия «Тони» в знак признания заслуг за 50-летнюю актёрскую карьеру.
Хотя Ле Гальенн была известна прежде всего театральными ролями, в её репертуаре присутствовали также роли в кино и на телевидении. Наиболее яркой из них стала бабушка Пёрл в драме «Воскрешение» (1980), за роль которой 81-летняя актриса была номинирована на «Оскар», став при этом самой пожилой номинанткой за всю историю вручения премии Американской киноакадемии, пока в 1997 году её рекорд не побила 87-летняя Глория Стюарт. Последней её ролью стала одна из пациенток госпиталя, наряду с героинями Бренды Ваккаро и Блайт Даннер, в медицинском телесериале «Сент-Элсвер» в 1984 году.

## Личная жизнь
Эва Ле Галльенн никогда не скрывала от друзей, что она лесбиянка, но, по сообщениям её близких, она постоянно испытывала из-за этого дискомфорт, пытаясь с этим бороться. Её личная жизнь никогда не подвергалась широкой огласке, и только близкие друзья актрисы были в курсе её взаимоотношений. В первые годы её творчества в США Ле Галльенн часто видели в компании актрис Таллулы Бэнкхед, Эстель Уинвуд и Блит Дали, известных в узких кругах своей бисексуальностью.
В 1918 году у неё завязался роман с Аллой Назимовой, которая благодаря своему высокому статусу в Голливуде познакомила Ле Галльенн со многими влиятельными деятелями театра и кино того времени. После разрыва отношений с Назимовой (из-за ревности Аллы) Ле Галльенн близко общалась с актрисами Беатрис Лилли и Лореттой Тейлор; кроме того, у неё в то время был её единственный гетеросексуальный роман с британским актёром Бэзилом Рэтбоуном. В 1920-х у Евы также были длительные романы с поэтессой Мерседес де Акоста (известной не только сочинёнными ею пьесами, сценариями и стихами, но и связями с Марлен Дитрих и Айседорой Дункан) и актрисой Джозефин Хатчинсон.
Последние годы жизни актриса провела в своём доме в городке Уэстон в штате Коннектикут, где 3 июня 1991 года скончалась в возрасте 92 лет.

## Награды
- 1964 — американская театральная премия «Тони» «За достижения всей жизни»
- 1978 — американская телевизионная премия «Эмми» за роль Фанни Кэвендиш, «матриарха» актёрской династии Кэвендиш, в телефильме «Королевская семья» (PBS)[9]